# Wani Will
Wani Will IMO: 7638521 var et tørlastskib bygget i 1978 på Ørens Mekaniske Værksted (no) i Trondheim.
Den 24. februar 2008 sejlede skibet for fuld kraft ind i den Bornholmske kyst tæt ved Rønne havn. Årsagen til påsejlingen var, at styrmanden var beruset og ene mand på broen. Udover at styrmanden blev dømt for spritsejlads, fik kaptajnen en bøde, fordi der kun var én mand på broen.
Wani Will var senest registreret på Barbados og blev i 2014 solgt til ophugning hos Jatob Aps. i Frederikshavn